# António Frois
António Frois é um enxadrista português, detendo o título de Mestre Internacional de Xadrez. Em junho de 2007, com 2.345 pontos, ocupava a décima posição em Portugal, segundo o ranking da FIDE.